# Alfred Wegener
 Der er for få eller ingen kildehenvisninger i denne artikel, hvilket er et problem. Du kan hjælpe ved at angive troværdige kilder til de påstande, som fremføres i artiklen.

Alfred Lothar Wegener (født 1. november 1880 i Berlin, død 1. november 1930 i Grønland) var en tysk polarforsker og geolog, som er særlig kendt for sin teori om kontinentaldriften, som han fremsatte i 1912. Teorien blev først anerkendt i 1966.
Wegener havde stor indflydelse på færdiggørelsen af Milanković's teori om klimacykler og deres afhængighed af solindstrålingen. Uden Wegeners indsats var Milanković's teori ikke blevet kendt i en videre kreds.[kilde mangler]
Han havde tilknytning til Danmark, da han deltog i de danske ekspeditioner i Grønland, bl.a. Danmark Ekspeditionen i 1906-08. Han talte flydende dansk.
- Wegeners forestillinger om kontinenternes placering i slutningen af Karbon, i begyndelsen af Palæogen, og sidst i begyndelsen af Kvartærtiden.